# Neocalanus cristatus
Neocalanus cristatus is een eenoogkreeftjessoort uit de familie van de Calanidae. De wetenschappelijke naam van de soort is voor het eerst geldig gepubliceerd in 1848 door Krøyer.